# 新幾內亞長頸龜
新幾內亞長頸龜（學名：Chelodina novaeguineae）为蛇頸龜科小長頸龜屬下的一个种，發現於澳大利亞、印度尼西亞和巴布亞新幾內亞。